# Joe DeRita
Joe DeRita, né le 12 juillet 1909 et mort le 3 juillet 1993, est un acteur américain, connu en particulier pour avoir fait partie sous le nom de Curly Joe DeRita du groupe Les Trois Stooges, dont il était le dernier acteur encore vivant.

## Biographie
Joe DeRita est né dans une famille liée au show-business à Philadelphie en Pennsylvanie; il est le fils de Florenz (DeRita) et Frank Wardell, issus d'ancètres Canadien-français et anglais. Son père était un technicien de scène et sa mère était danseuse professionnelle. Il prend comme nom de scène celui de sa mère, DeRita, et rejoint une troupe de théâtre burlesque dans les années 1920. Pendant la deuxième Guerre mondiale il se produit avec l'United Service Organizations en Angleterre, en France et dans le Pacifique, avec des vedettes comme Bing Crosby et Randolph Scott. En 1944 il joue un petit rôle non crédité dans la comédie The Doughgirls. Après plusieurs courts métrages pour Columbia Pictures, il rejoint Les Trois Stooges avec qui il tourne six longs métrages, période décrite par Larry Fine comme étant la « période dorée des Stooges ». Il meurt en 1993 à l'âge de 83 ans d'une pneumonie, et est enterré au Valhalla Memorial Park Cemetery à Los Angeles.

## Filmographie

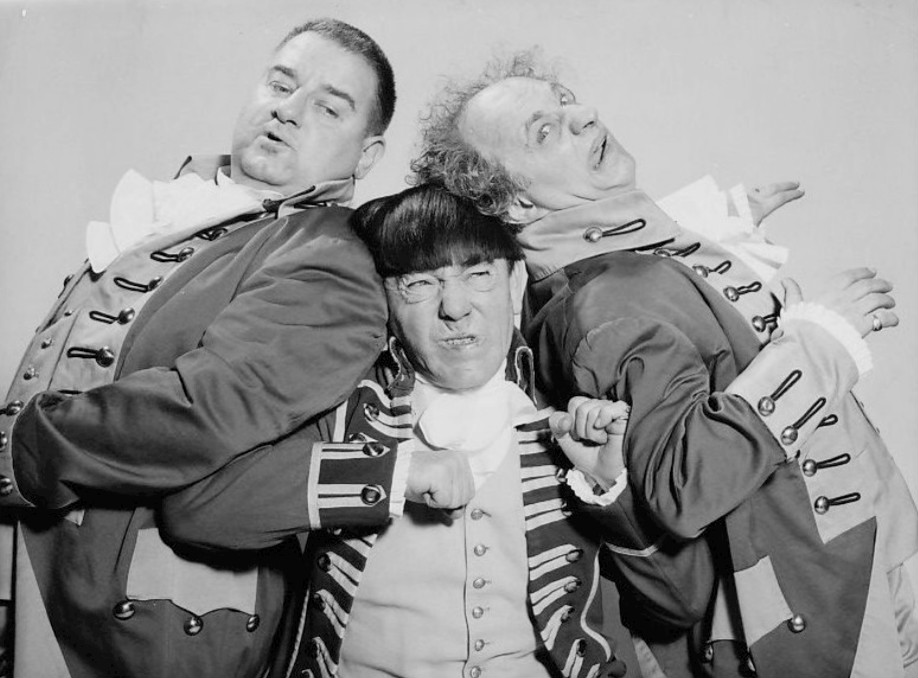
Curly Joe DeRita avec Moe Howard et Larry Fine en 1959.

- 1943 : Thank Your Lucky Stars : Meek Man
- 1944 : The Doughgirls : l'étranger
- 1945 : The Sailor Takes a Wife : le serveur
- 1946 : People Are Funny : Mr. Hinkley
- 1946 : The French Key : Détective Fox
- 1946 : High School Hero
- 1946 : Slappily Married : Joe Bates
- 1947 : The Good Bad Egg : Mr. Priggle
- 1947 : Wedlock Deadlock : Eddie
- 1948 : Jitter Bughouse : Joe
- 1948 : Coroner Creek : Jack, Bartender
- 1953 : The War of the Worlds
- 1958 : The Bravados : Mr. Simms
- 1959 : Have Rocket, Will Travel : Curly Joe
- 1961 : Blanche-Neige et les trois Stooges (Snow White and the Three Stooges) : Curly Joe
- 1962 : Les Trois Stooges contre Hercule (The Three Stooges Meet Hercules) : Curly Joe
- 1962 : The Three Stooges in Orbit : Curly Joe
- 1963 : The Three Stooges Go Around the World in a Daze
- 1963 : The Three Stooges Scrapbook (pilote de série télévisée)
- 1963 : It's a Mad, Mad, Mad, Mad World : pompier Curly Joe
- 1963 : 4 for Texas : Curly Joe
- 1965 : Les Trois Stooges contre les hors-la-loi (The Outlaws Is Coming)
- 1965 : The New Three Stooges (série télévisée)
- 1965 : Danny Thomas Meets the Comics (téléfilm)
- 1966 : The Adventures of Ozzie & Harriet : Man with Lollipop (série télévisée)
- 1967 : Off to See the Wizard : "Three Men in a Tub" (série télévisée)
- 1968 : Star Spangled Salesman : Curly Joe (court métrage)
- 1970 :  Kook's Tour